# Kurubarahalli, Hiriyur
Kurubarahalli là một làng thuộc tehsil Hiriyur, huyện Chitradurga, bang Karnataka, Ấn Độ.